# Albert-Félix-Théophile Thomas
Pour les articles homonymes, voir Albert Thomas et Thomas.
Albert-Félix-Théophile Thomas (Marseille, 1847 - Paris, 1907) est un architecte français.

## Biographie
Élève d'Alexis Paccard et de Léon Vaudoyer à l'École des Beaux-Arts de Paris alors qu'il n'est âgé que de 17 ans. Il remporte le Premier Grand Prix de Rome en 1870.

Le sujet de l'épreuve finale s'intitule : « Une école de médecine ».
Le jeune lauréat devient pensionnaire de l'Académie de France à Rome, du 15 février 1871 au 31 décembre 1874.

Il voyagea en Grèce et en Asie mineure. Il envoya en 1875 ses travaux sur le temple d'Apollon à Milet. Son envoi sur le temple d'Athéna à Priène lui vaut une médaille à l'Exposition universelle de Paris de 1878
Il participe à la conception et à la construction du Grand Palais, de 1896 à 1900 : il est chargé de réaliser l'aile ouest qui devient, en 1937, le Palais de la découverte.